# Pierre Vallières
Pour les articles homonymes, voir Vallières.
Pierre Vallières (né le 22 février 1938 à Montréal et mort le 23 décembre 1998 dans la même ville), est un journaliste et écrivain québécois. Il est surtout l'auteur d'essais militants et de livres traitant de l'indépendance du Québec. Il fut l'un des fondateurs et dirigeant du groupe Vallières-Gagnon du Front de libération du Québec. Il est avec son camarade Charles Gagnon un des leader idéologiques du FLQ et de la gauche québécoise.
Son ouvrage le plus connu est Nègres blancs d'Amérique, qui compare la situation des Québécois à celle des Afro-Américains en lutte pour leurs droits civiques.

## Biographie
Pierre Vallières naît le 22 février 1938 dans l'est de Montréal et grandit à Ville Jacques-Cartier,. Il est le fils d'un ouvrier des usines Angus. Il a été brièvement membre de l'ordre franciscain à la fin des années 1950. 
Il commence a travailler à La Presse en 1963. Sur la recommandation de Pierre-Elliott Trudeau, il devient codirecteur, durant six mois, de la revue Cité libre,. En septembre 1964, il lance avec Charles Gagnon la revue Révolution québécoise donc il est le directeur. En 1964-1965, il est secrétaire du Syndicat des journalistes de Montréal et fut l'un des dirigeants de la grève à La Presse. Il devient en 1965 le premier permanent du Mouvement de libération populaire. 
Début juin 1965, il est congédié de La Presse à la suite d'une descente aux locaux de Révolution québécoise et son arrestation pour interrogatoire. A la même époque, il se joint au Front de libération du Québec (FLQ),. 
Il entre en contact régulier avec les leaders du réseau de La Cognée dans lequel il publiera quelques textes sous le pseudonyme de Mathieu Hébert. Des désaccords stratégique, tactique et idéologique le pousse néanmoins a ne pas adhérer au réseau. Avec son camarade Charles Gagnon ils fondent donc le premier réseau du F.L.Q. à se dire ouvertement socialiste . En décembre, l'organisation Vallières-Gagnon, dont plusieurs membres sont issus du Mouvement de libération populaire, entre en activité. Début septembre 1966, l'organisation est démanteler.
Le 25 septembre 1966, Pierre Vallières et Charles Gagnon, qui étaient au États-Unis pour créer des liens avec les groupes révolutionnaires locaux, font du piquetage devant le siège de l'Organisation des Nations unies à New York. Ils sont arrêtés et emprisonnés à Manhattan dans la prison du Tombs. À la suite de leur emprisonnement, ils font une grève de la faim de 30 jours. Depuis sa cellule, Vallières écrit Nègres blancs d'Amérique, dans lequel il compare les Québécois en lutte pour l'indépendance et les Afro-Américains en quête de droits civiques,. Il s'est en partie inspiré des thèses d'André Laurendeau, qui avait énoncé la théorie anti-duplessiste du complot financier anglo-québécois. Le livre sera publié en 1968 aux Éditions Parti pris, fondées par l'équipe de la revue du même nom, revue politique et culturelle à tendances marxiste-léniniste et indépendantiste.
L'extradition de Vallière et Gagnon a lieu en janvier. Expulsés des États-Unis, ils sont appréhendés au moment de leur entrée au Canada pour homicide involontaire à l'encontre de Thérèse Morin le 5 mai 1966, puis condamnés à la prison à vie. Le jugement est cassé en appel, mais Vallières est jugé coupable à la suite d'un nouveau procès, puis condamné à 30 mois de prison au cours desquels il se consacre à l'écriture d'un certain nombre d'ouvrages. Il sera Libéré sous caution le 26 mai 1970 après plus de trois ans et demi passer derrière les barreaux. L'argent du cautionnement vient en parti du Conseil central du Montréal métropolitain et du Syndicat des journalistes de Montréal. Après sa sorti de prison il réaffirme son appartenance au F.L.Q.. Il se joint au Comité Vallières-Gagnon.
Libéré sous caution le 24 juin 1971, il ne se présente pas a sa comparution du 7 septembre suivant. Deux jours plus tard le F.L.Q. annonce, par un communiqué, l'entré de Vallières dans la clandestinité. Il y restera plus de quatre mois et demi caché dans un quartier ouvrier de l'est de Montréal.
Le 13 décembre 1971 dans un long texte publié par Le Devoir Vallières quitte publiquement le F.L.Q. et annonce sa sorti prochaine de clandestinité et son ralliement au Parti québécois. Le 24 janvier 1972, il se rend à la police en compagnie de son avocat. Libéré sous caution le même jour, il plaidera coupable a trois chefs d'accusation reliés à ses écrits. Il recevra comme sentence une libération sans condition en septembre 1972. Entre-temps, il travaille avec un comité de citoyens à Mont-Laurier.

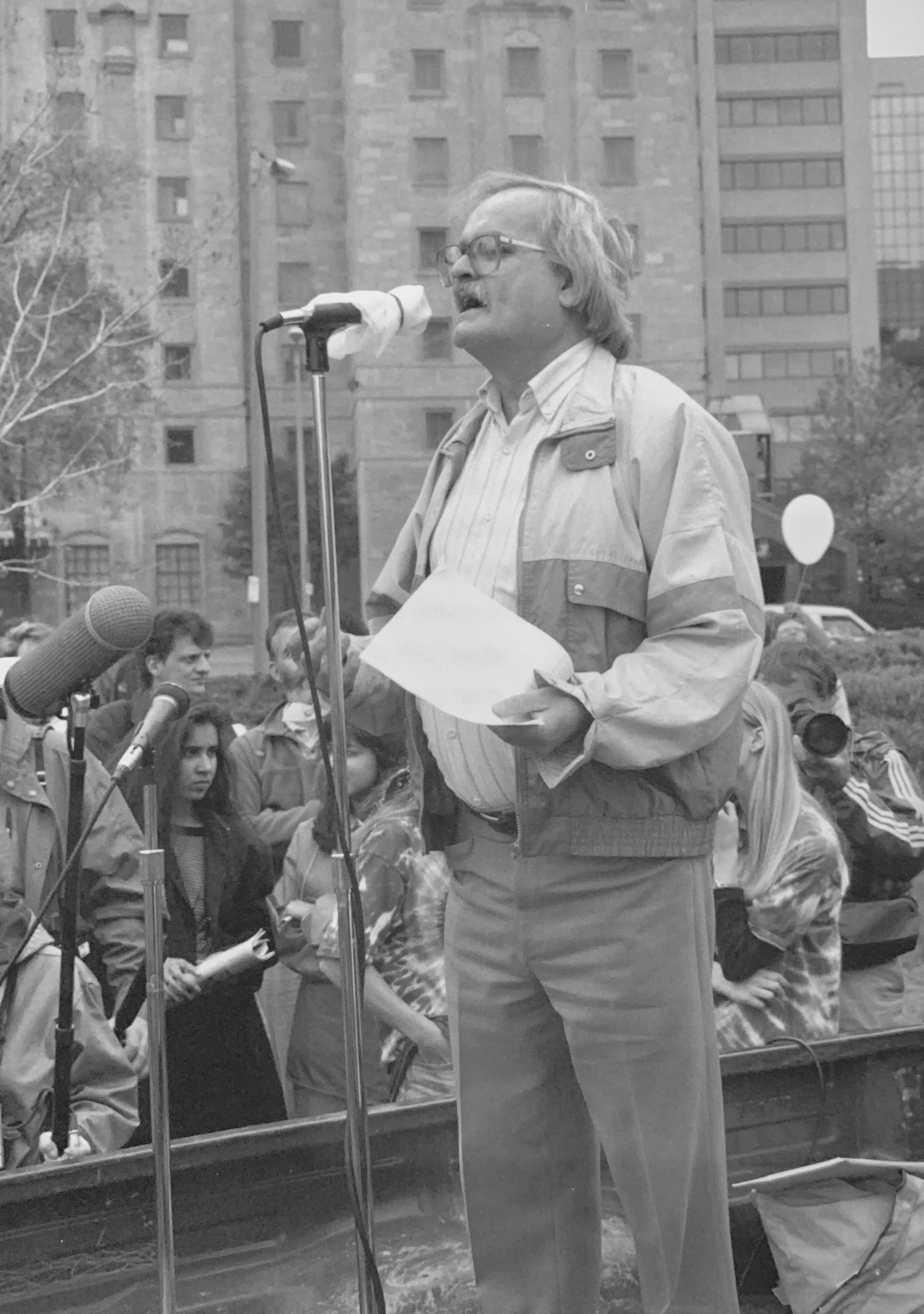
Pierre Vallières prononçant un discours à Ottawa en mai 1989 à l'occasion d'une manifestation contre ARMX, un salon de matériel militaire.

Il décède en 1998 à l'hôpital Jacques-Viger de Montréal, des suites d'une défaillance cardiaque à l'âge de 60 ans.
Le fonds d'archives de Pierre Vallières est conservé au Centre d'archives de Montréal de la Bibliothèque et Archives nationales du Québec.

## Œuvres
- Qu'est-ce que le F.L.Q. ? »[20].
- Nègres blancs d'Amérique, autobiographie précoce d'un « terroriste » québécois. Montréal : Éditions Parti pris, 1967
- Vivre sans temps morts, jouir sans entraves ! Paris, 1970
- Pour un front commun multinational de libération. Avec Charles Gagnon. S.l. : Front de libération du Québec, 1970
- L'urgence de choisir. Montréal Parti-Pris, 1971;
- Un Québec impossible. Montréal : Éditions Québec/Amérique, 1977
- L'exécution de Pierre Laporte : les dessous de l'Opération Essai. Montréal : Éditions Québec/Amérique, 1977
- Les scorpions associés. Avec René Lévesque. Montréal : Éditions Québec/Amérique, 1978
- La démocratie ingouvernable. Montréal : Québec/Amérique, 1979
- La liberté en friche. Montréal : Éditions Québec/Amérique, 1979
- Changer de société. Avec Serge Proulx. Montréal : Québec/Amérique, 1982
- Les héritiers de Papineau : itinéraire politique d'un "nègre blanc" (1960-1985). Montréal, Québec : Québec/Amérique, 1986
- Noces obscures. Montréal : L'Hexagone, 1986
- FLQ : un projet révolutionnaire : lettres et écrits felquistes (1963-1982), Outremont : VLB, 1990 (avec R. Comeau, et D. Cooper)
- Le devoir de résistance. Montréal : VLB, 1994
- Paroles d'un nègre blanc. Avec Jacques Jourdain et Mélanie Mailhot. Montréal : VLB éditeur, 2002